# Nawis dziobowy
Nawis dziobowy: 

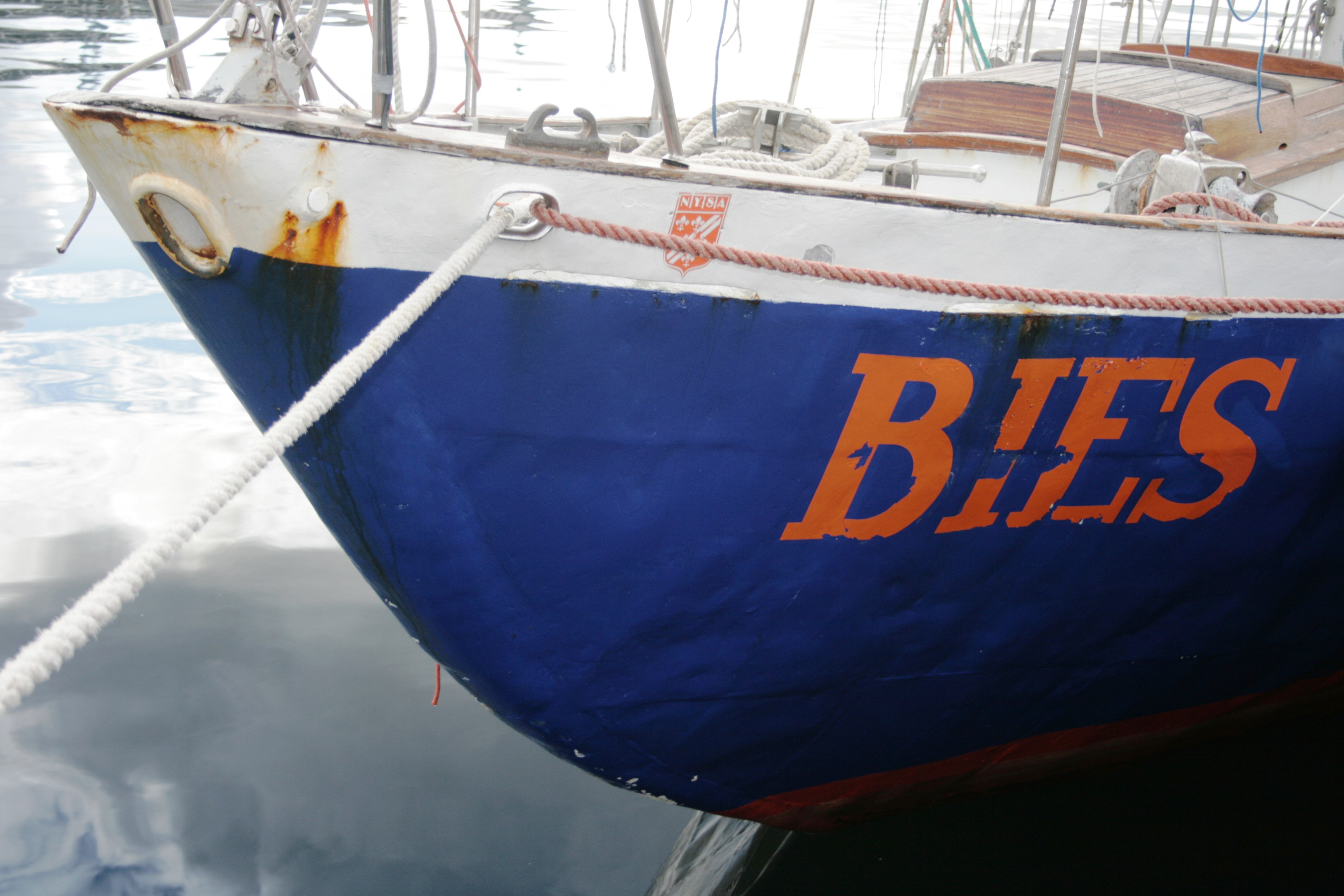
Nawis dziobowy s/y Bies

1. część dziobu statku wodnego wystająca poza przedni skraj Konstrukcyjnej Linii Wodnej (KLW); przedni fragment kadłuba statku "wiszący" nad powierzchnią wody;
2. odległość między przednim skrajem KLW a przednim zakończeniem kadłuba.

Do nawisu dziobowego nie wlicza się bukszprytu, kosza dziobowego, stelaży kotwicznych itp. konstrukcji niemieszczących się w obrysie kadłuba.
Kształt i wielkość nawisu dziobowego ma poważne znaczenie dla dzielności morskiej statku lub jachtu. W jachtach i statkach żaglowych można po kształcie nawisu dziobowego dość precyzyjnie określić datę zaprojektowania lub budowy. W nowoczesnych jachtach, nie tylko regatowych, nawis dziobowy bywa skracany do minimum, głównie ze względu na wydłużenie w ten sposób linii wodnej (zwiększenie teoretycznej szybkości jachtu).